# Jarmila Štítnická
Jarmila Štítnická (álnevek: Milada Majorová és Petroľ Oľga; Rimaszécs, 1924. december 25. – Pozsony, 1980. április 7.) szlovák író, szerkesztő és publicista. A műveit főként a gyermekek és a fiatalok számára írta. Ctibor Štítnický szlovák író felesége volt.

## Élete
Papi családból származik, 1936-tól az iglói gimnáziumban tanult, 1944-ben végzett. Aktívan részt vett a szlovák nemzeti felkelésben, és a második világháború után titkárnőként dolgozott a kassai Szabad Műsorszóró Állomáson (1945–1947). 1948-tól  1951-ig az SOR rádióműsor-szolgáltatásának főszerkesztője, 1952 és 1954 között a Csehszlovák Rádió Gyermek és Ifjúsági Osztály főszerkesztő-helyettese. Ctibor Štítnický szlovák író felesége lett, három leányuk született. 1954-től 1959-ig otthon maradt, de 1959-ben visszatért dolgozni és főszerkesztője volt a Slniečko gyermekmagazinnak, ahol a haláláig dolgozott. 1980. április 7-én halt meg Pozsonyban.

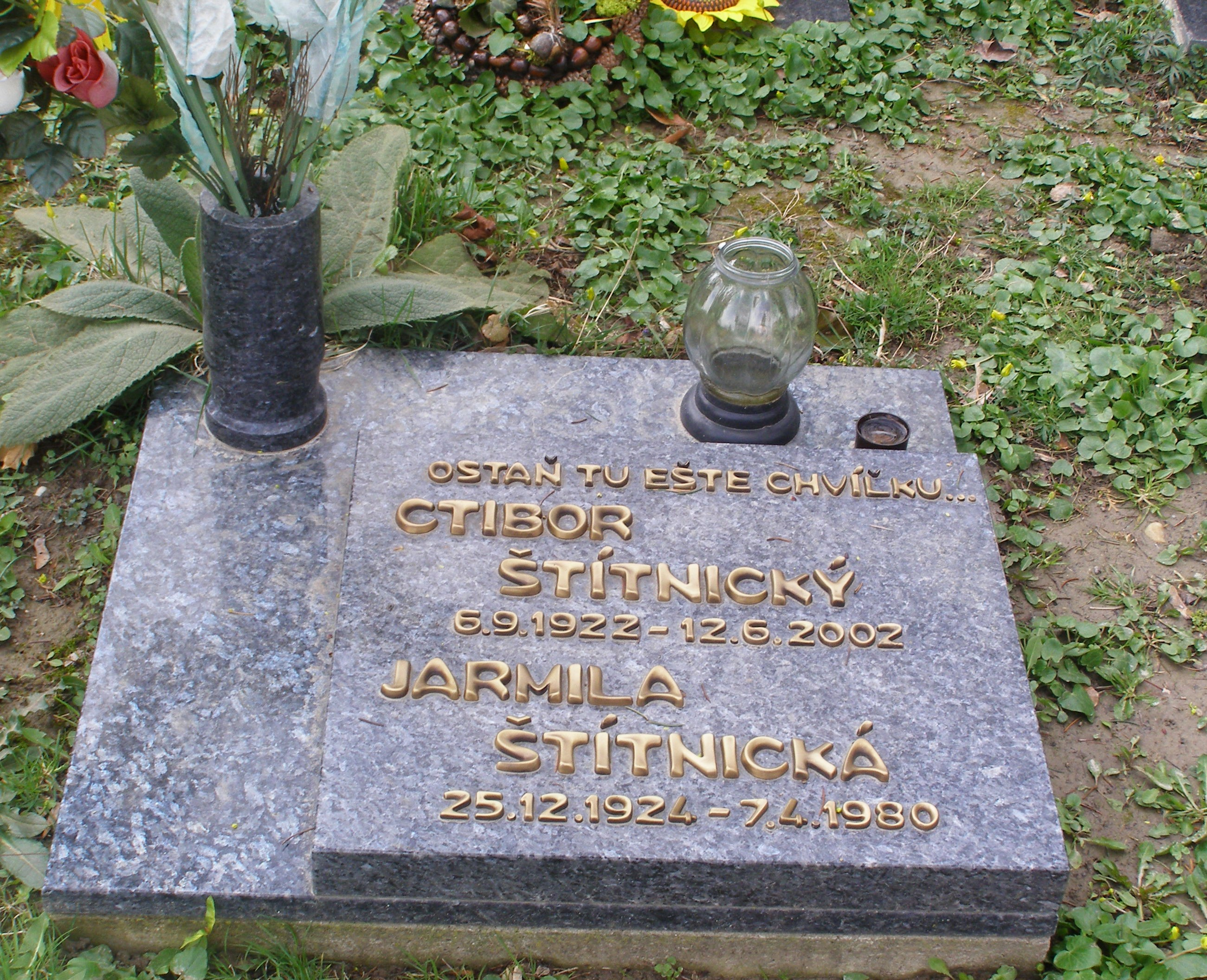
Ctibor Štítnický és Jarmila Štítnická sírja Pozsonyban

## Munkássága
Főként gyermekek és fiatalok számára írt verseket és a bábjátékokat. Első verseit a tanulmányai alatt írta, és az Elán, a Nový rod és a Živena folyóiratokban publikálta. Főleg bensőséges dalszövegek és bábjátékok írásának szentelte magát. Együttműködött Pozsony, Kassa, Nyitra, Kladno és Plzeň bábszínházaival. Később a rádióban közreműködő zenekaroknak írt dalszövegeket, de hallhatók voltak tőle jelenetek, montázsok, rádióadaptációk. Mintegy 40 mesejáték szerzője. A saját munkái mellett cseh és olasz nyelvről is fordított.

## Művei

### Verseskötetek
- Krásny deň (1953) Szép napot
- Detský rok (1962) Gyerekév
- Riekanky z čítanky (1971) Rímek az olvasótól

### Bábjátékok
- Janko a tátoš (1957) Janko és apa
- Orlia skala (1961)
- Rozprávka z kolotoča (1963) Egy mese a körhintából
- Rozprávka z karavány (1967) Egy mese a lakókocsiból

## Műfordítások
- P. Tkadlec: Asegao (1956)
- J. Filipi: Zlatý had (1957) Az aranykígyó
- Z. Skořepa: Čertov mlyn (1957) Ördögmalom
- M. Marková: Rozprávka o ceste na mesiac (1960) Egy mese a holdutazásról
- Ludvík Aškenazy: Šlamastika s mesiacom (1961)
- J. Noha: Tutút, tút, tú... (1962)
- Josef Kainar: Indiáni (1971) Indiánok
- Carlo Gozzi: Kráľ jeleňov (1957) A szarvaskirály
- Carlo Gozzi: Láska k trom pomarančom (1960) A három narancs szerelmese

## Fordítás
- Ez a szócikk részben vagy egészben  a   Jarmila Štítnická című szlovák Wikipédia-szócikk ezen változatának fordításán alapul.  Az eredeti cikk szerkesztőit annak laptörténete sorolja fel. Ez a jelzés csupán a megfogalmazás eredetét és a szerzői jogokat jelzi, nem szolgál a cikkben szereplő információk forrásmegjelöléseként.